# First Blood (livro)
First Blood é um livro do escritor David Morrell, publicado em 1972.
O livro deu origem a cinco longas de ficção lançados entre 1982 e 2019.

## Sinopse
Rambo é um andarilho veterano da Guerra do Vietnã que chega à Madisson, Kentucki no início da década de 1970. Rambo é julgado e preso por vadiagem após desobedecer a ordem para deixar a cidade do xerife local, Wilfred Taesle. Ao reviver traumas da Guerra pelos procedimentos na delegacia Rambo mata um dos policiais com uma navalha e escapa. Ele rouba uma motocicleta e foge para as montanhas, onde consegue roupas e um rifle com contrabandistas. Taesle organiza uma equipe de busca, fora da jurisdição, incluindo um caçador, seu padrasto, uma matilha de cães farejadores e um helicóptero. O encontro entre Rambo e o grupo de busca é particularmente violento. O helicóptero é derrubado e da equipe em terra apenas Taesle sobrevive. Na tentativa de capturar Rambo, Taesle organiza uma operação de cerco com elementos da Guarda Nacional e entra em contato com o antigo superior de Rambo, Sam Trautman. Rambo escapa do cerco utilizando um labirinto de minas na montanha e continua sua fuga passando por Madisson. Taesle bloqueia a passagem de Rambo pela cidade. Na troca de tiros, Rambo é gravemente ferido e mata Taesle.